# Chausseestraße
La Chausseestraße (ou Chausseestrasse; rue de la chaussée) est une rue de Berlin, autrefois à Berlin-Est. 

## Situation et accès
Elle se trouve dans le centre historique, dans le quartier d'Oranienburg, dont elle est la rue la plus ancienne. Elle débute porte d'Oranienburg et s'étire vers le nord-ouest. Elle mesure deux kilomètres de longueur. Entre 1961 et 1990, le mur de Berlin longeait les derniers deux cents mètres de la rue qui se terminait alors à la Liesenstraße. C'était cette frontière qui séparait la partie nord et sud de la Panke, un affluent du Spree qui croise la Chausseestraße.

## Origine du nom
Le nom de la rue est une tautologie, puisque chaussée est synonyme de rue. 

## Historique
Elle s'appelait autrefois route militaire de Rupin (Ruppiner Heerweg), puis rue de Ruppin au milieu du XVIIIe siècle et a été pavée en 1800, d'où son nom actuel.
Elle rappelle la période suivant la révocation de l'édit de Nantes sous Louis XIV, quand un tiers de la population berlinoise était constituée de huguenots parlant français.

## Bâtiments remarquables et lieux de mémoire

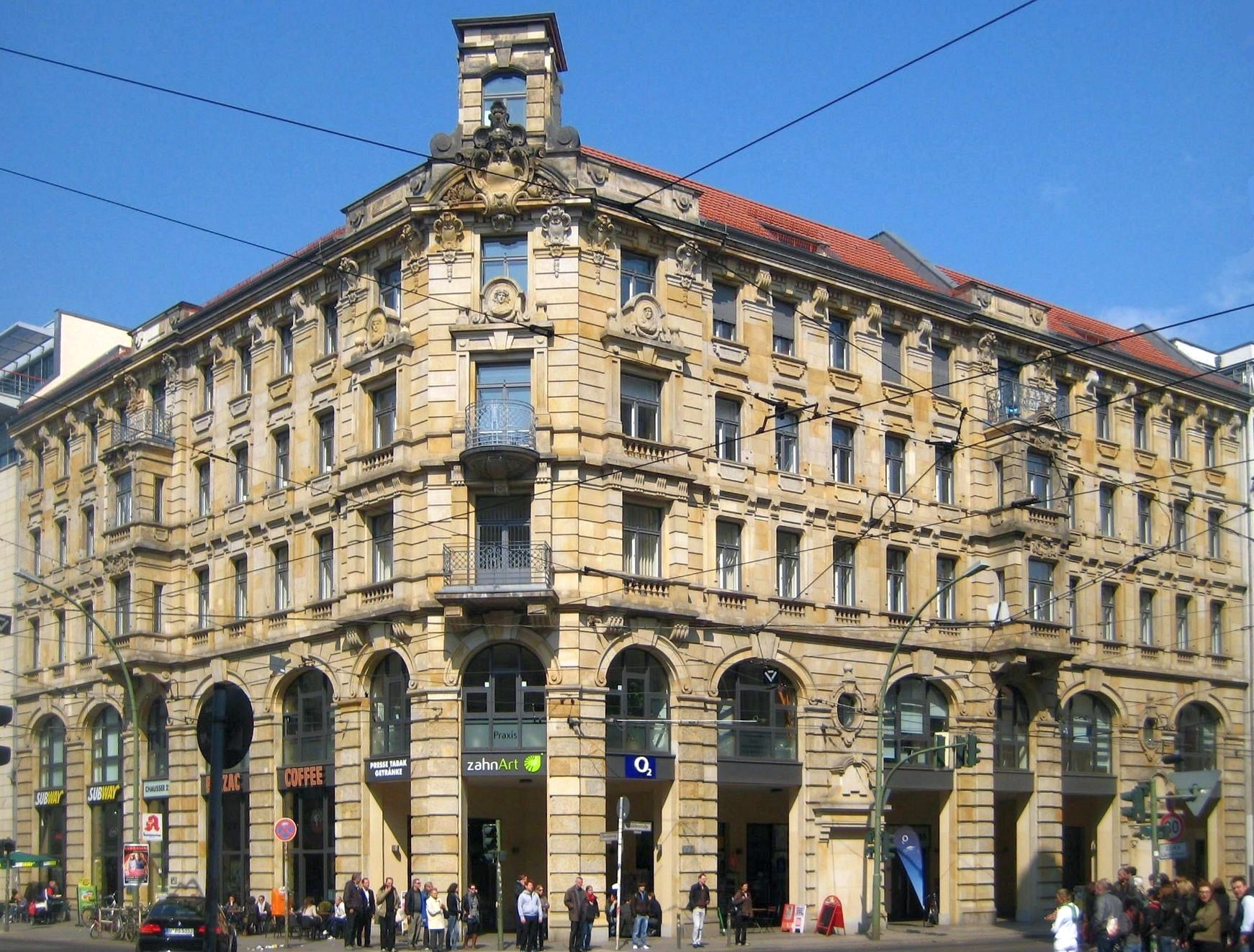
N° 22 de la Chausseestr. au coin de l'Invalidenstraße, immeuble construit en 1891
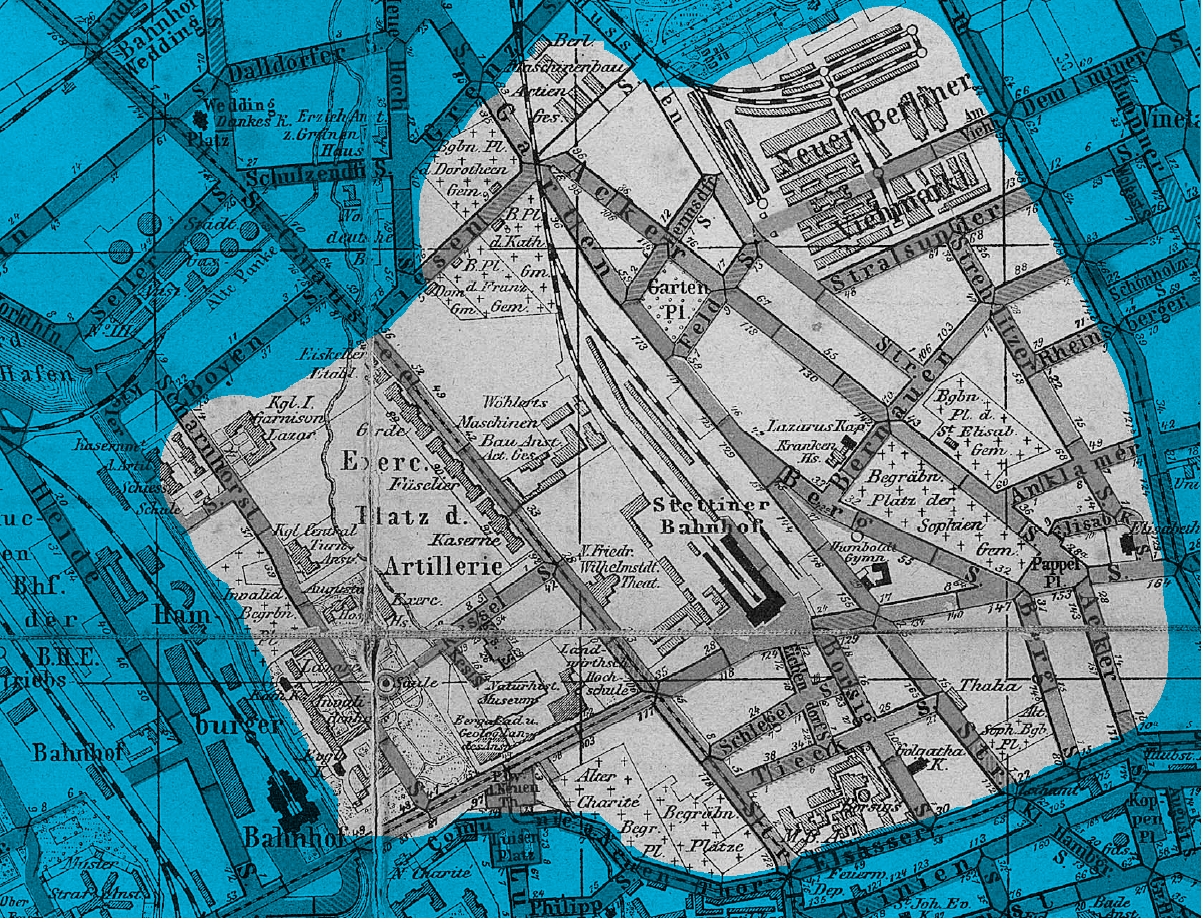
Plan du quartier d'Oranienburg en 1884 avec la Chausseestraße
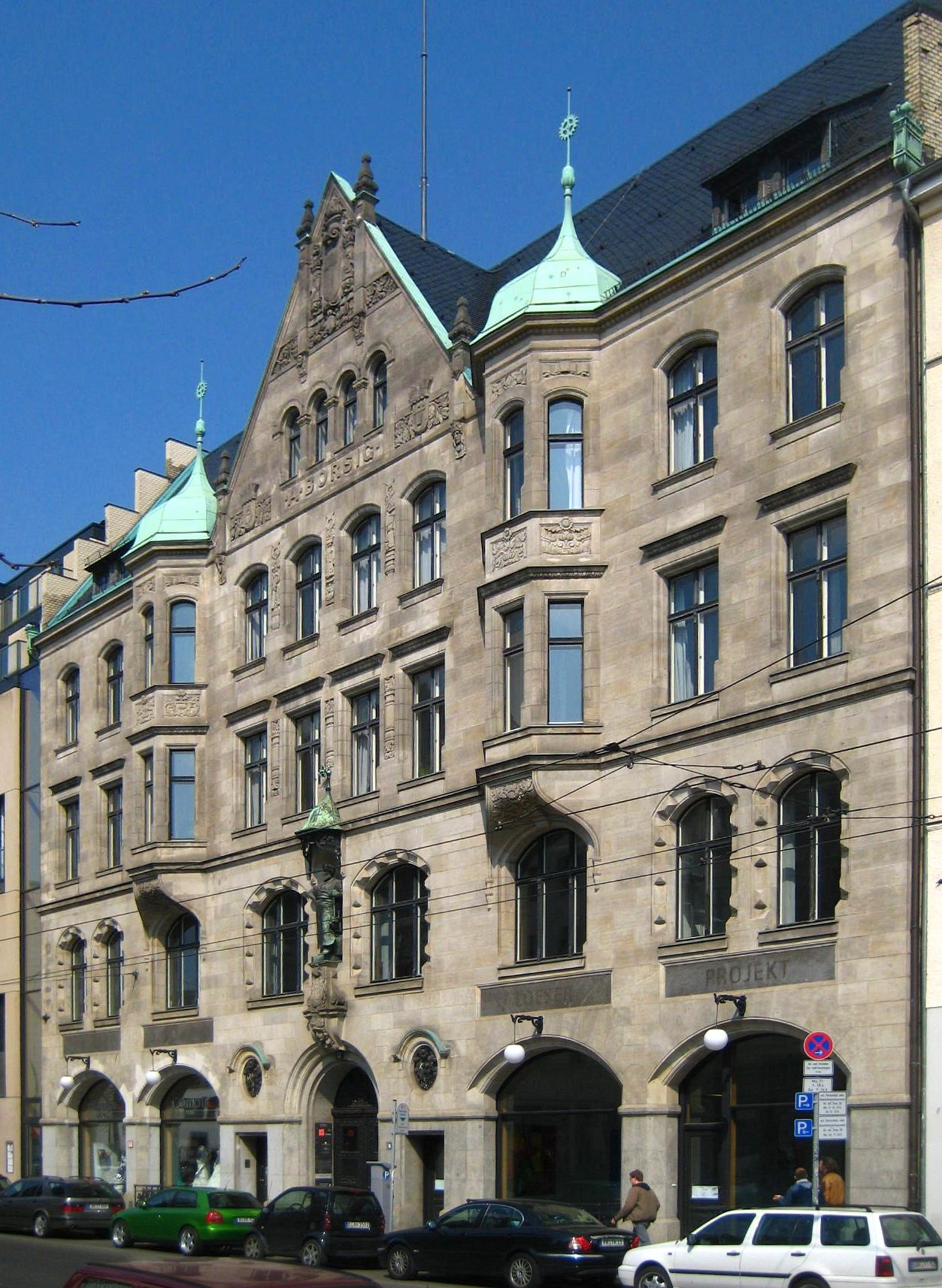
Vue du N° 13 (Borsighaus)
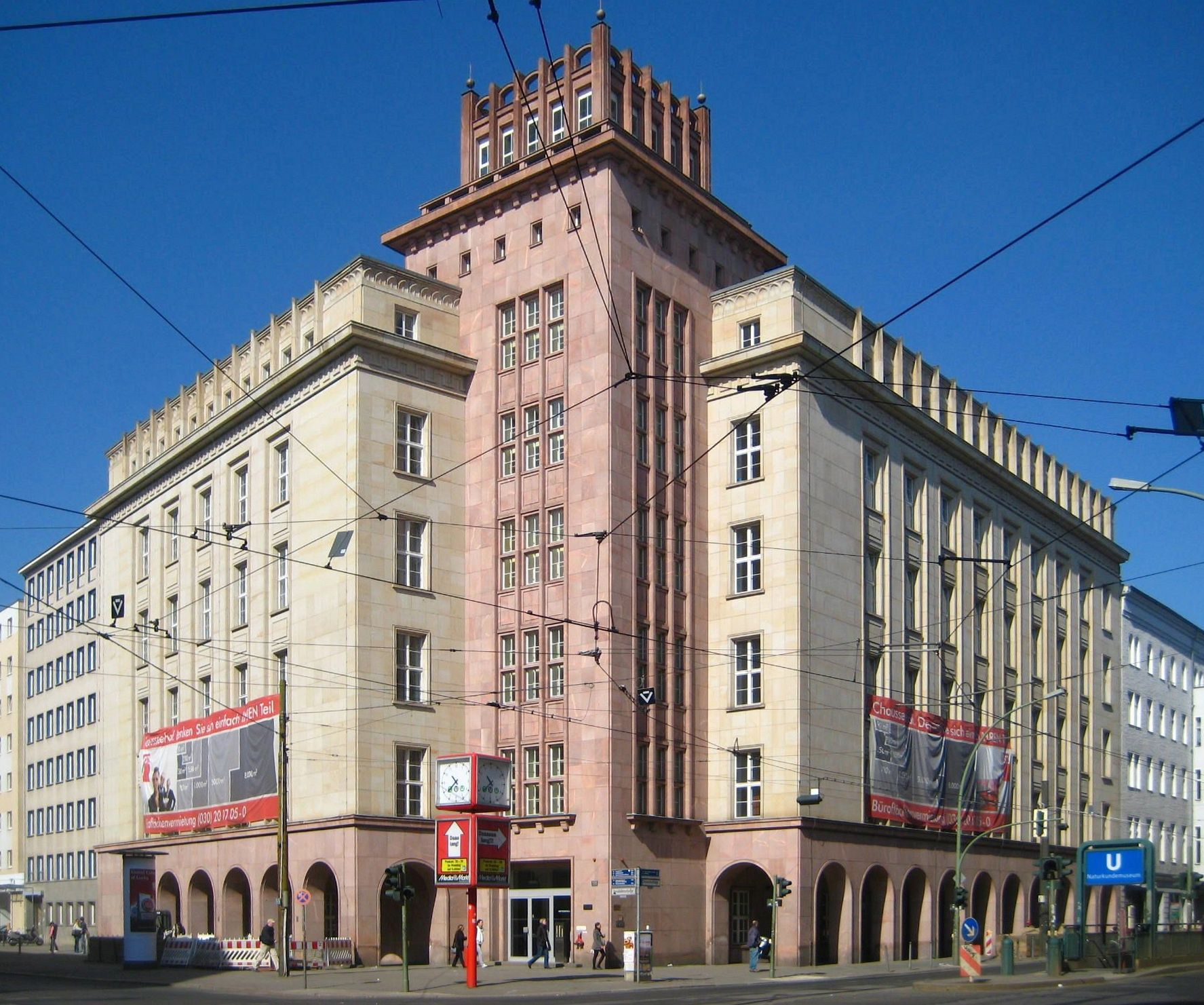
N° 111-113, ancienne chambre de commerce et de l'industrie de la République démocratique allemande à l'angle de l'Invalidenstraße